# 白花枝子花
白花枝子花（学名：Dracocephalum heterophyllum）为唇形科青兰属下的一个种。

## 扩展阅读
- 維基物種上的相關：白花枝子花